# Лікарня святої Єфросинії
Лікарня святої Єфросинії — пам'ятка архітектури місцевого значення (охоронний № 2246-См) кінця XIX століття. Розташована в історичному середмісті на одній з центральних вулиць Глухова Сумської області. За сприяння Національного заповідника «Глухів», наказом міністерства культури України від 18 січня 2006 року № 4 занесена до Державного реєстру нерухомих пам’яток України за категорією «пам'ятки історії місцевого значення»
Об'єкт має історичну цінність як пам'ятка, пов'язана з доброчинною діяльністю видатних українських меценатів Терещенків, і є зразком історичної забудови другої половини ХІХ ст.
У теперішній час використовується КНП «Центр первинної медико-санітарної допомоги» Глухівської міської ради.

## Історія

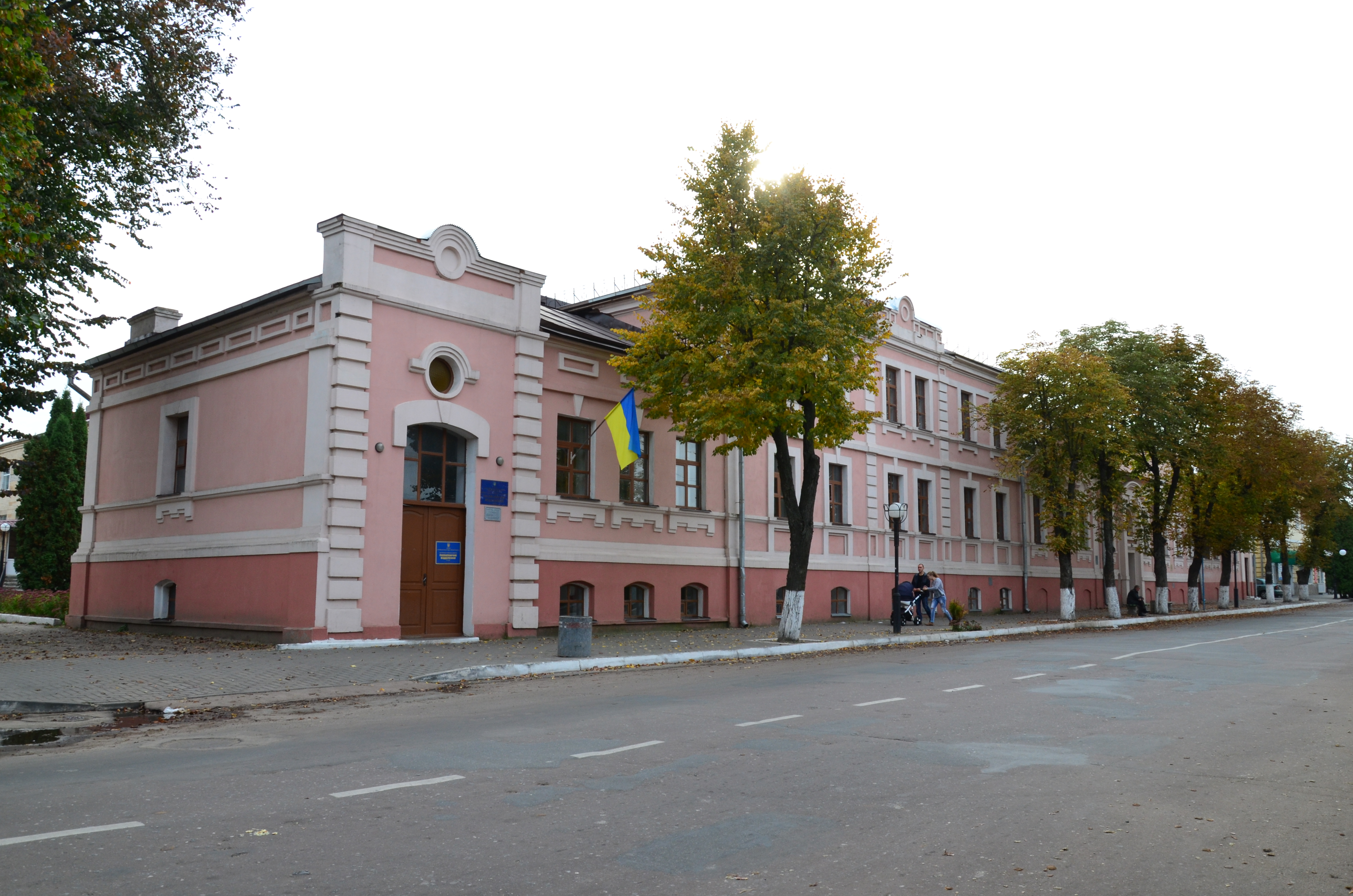
Вид лікарні з північно-східного боку (жовтень 2016 року)

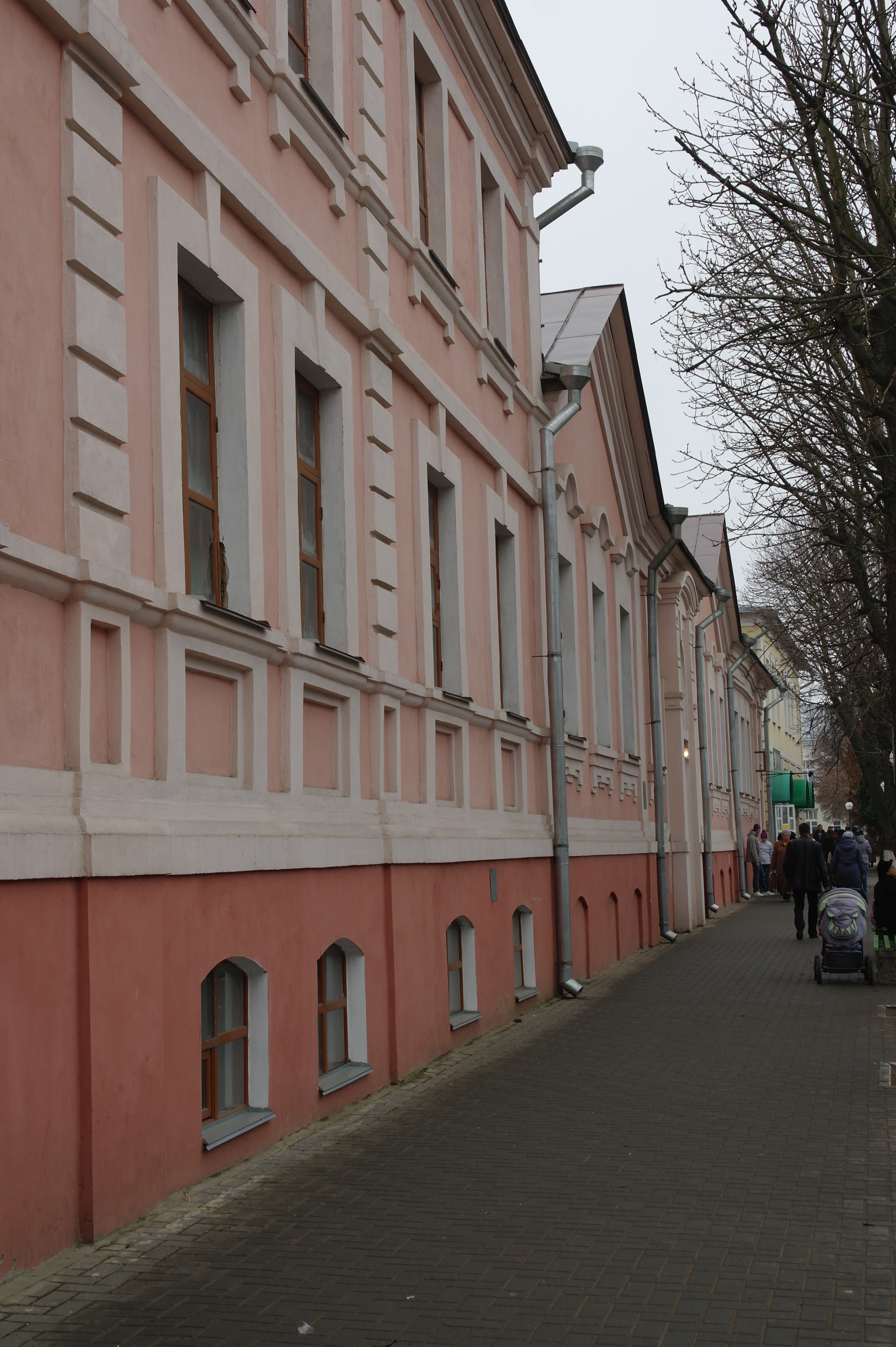
Основний корпус 1878 року (ліворуч) та його добудова у 1887 році (жовтень 2013 року)

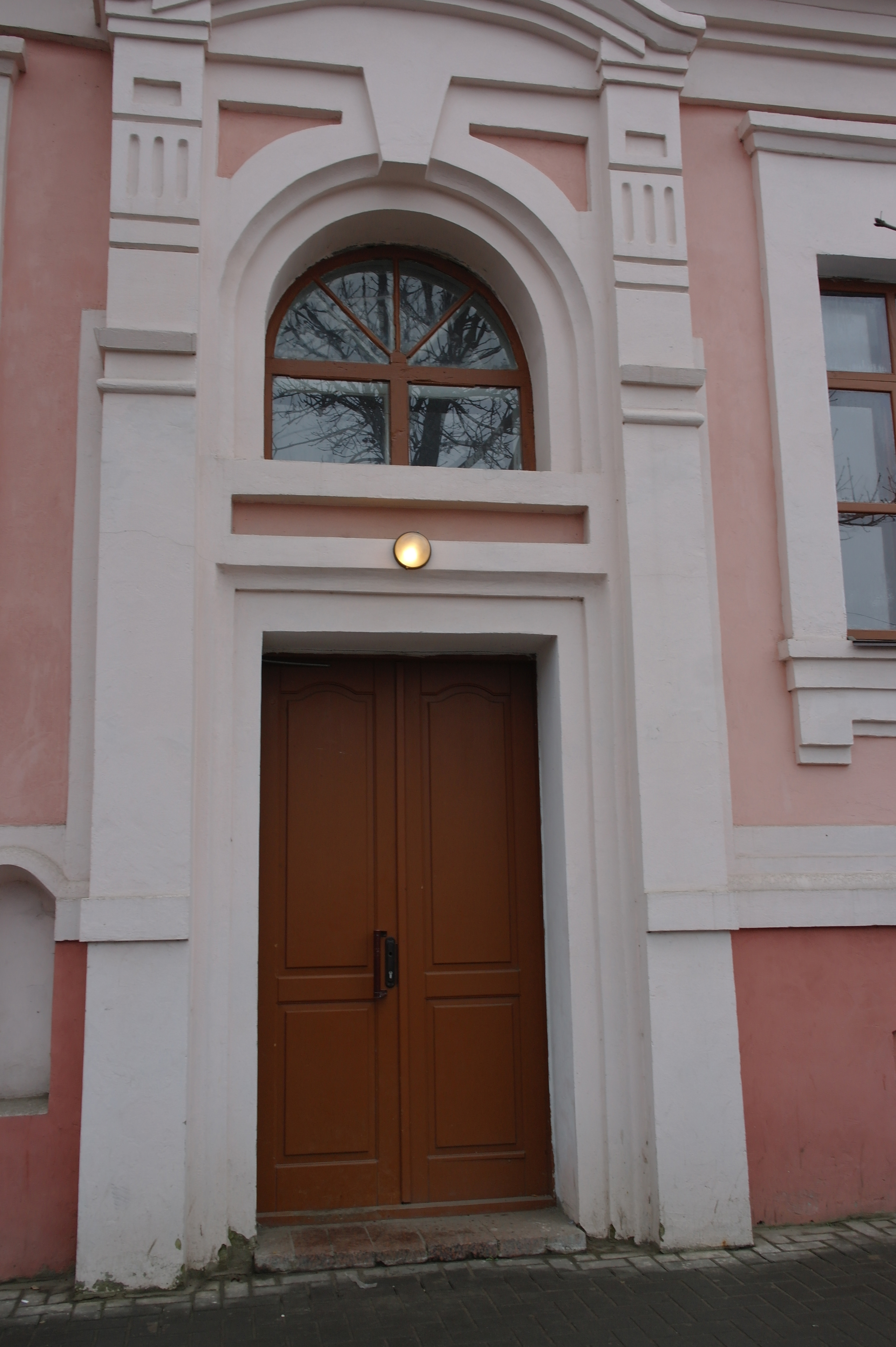
Один із входів до лікарні з північно-східного боку (жовтень 2013 року)

### Перше будівництво
У березні 1868 року, через два роки після зведення та відкриття дитячого притулку у Глухові, Почесний спадковий громадянин Артемій Якович Терещенко купує сусідню земельну ділянку вздовж Києво-Московської вулиці, що належала спадкоємцям дворянина Разградського з дерев'яним будинком та іншими будівлями. У травні того ж року Терещенко збільшує свою садибу, придбавши по сусідству сад і город вдови колезького асесора Олександри Гнатівни Шумицької. 5 листопада 1870 року Артемій Якович дарує своєму синові Федору Терещенку цю ділянку. На ній були розташовані нещодавно збудований будинок Притулку, будинок (нижній поверх кам'яний, верхній дерев'яний), куплений у спадкоємців Разградського, чимало інших приміщень з великим садом. У свою чергу Федір Артемович передав збудований батьком будинок на користь заснованого Артемієм Яковичем Притулку, а будинок, раніше куплений батьком у спадкоємців Разградського, на деякий час залишив за собою.
До останнього черга дійшла лише 1874 року, коли Федір Терещенко вирішує передати його також на користь Притулку з тим, щоб там було влаштовано ремісниче училище або інший подібний заклад освіти. З цією метою він звертається до Імператорського Людиноблагодійного Товариства, у відомстві якого вже перебував Глухівський дитячий притулок. При розгляді прохання про прийняття цього пожертвування виявилося, що дане майно, яке дісталася Федору Терещенку від його батька, а не з чужого роду, не може вважатися набутим і підлягає до розряду родових. За тодішнім російським законодавством, родове майно можна було дарувати тільки найближчим родичам. Тобто, подарувати будинок Притулку просто так Терещенко не міг. Тоді була застосована схема, раніше випробувана при передачі будинку, в якому вже розміщувався Притулок — пожертвування було укріплено НЕ дарчим актом, а в формі купчої, а сума, зазначена у документі, передана від імені Терещенка до основного капіталу Притулку.
Поки тривав весь цей процес Чернігівське губернське земство прийняло постанову про переведення Глухівських богоугодних закладів до міста Ніжина. Таким чином, Глухів залишався взагалі без єдиного закладу, в якому могли б перебувати старі й убогі. Внаслідок цього Федір Терещенко знову звернувся до Імператорського Людиноблагодійного Товариства з проханням дозволити у будинку, який він дарує, в Глухові по Києво-Московській вулиці, замість ремісничого закладу освіти облаштувати будинок для убогих. У свою чергу Нікола Терещенко вирішив для цієї ж мети пожертвувати 10 000 рублів. Також, його дружина Єфросинія Терещенко пожертвувала ще 2000 рублів. Означення суми повинні були внесені до Глухівського міського Громадського Банку для заснування та фінансування закладу на відсотки з цього капіталу. В такому випадку, заклад перебував би під керівництвом Комітету Глухівського Дитячого Притулку. У березні 1875 року маєток Федора Терещенка перейшов до власності Імператорського Людиноблагодійного Товариства для відкриття в ньому богадільні. Маєток складався з критого залізом обкладеного цеглою півтораповерхового будинку з різними будівлями при ньому і землею приблизно 1240 квадратних сажнів (272,5 кв. м.) вздовж Києво-Московської вулиці. Праворуч вздовж вулиці розташовувалася садиба, що належала Притулку, з протилежного боку — садиба відставного полковника Плешкова, а позаду розташовувався задній двір купця Нохіма Янпольського. Однак, богадільню в цій будівлі відкрити не встигли. Влітку 1875 року в Глухові сталася величезна пожежа, що знищила центральну частину міста. Практично повністю згорів весь квартал між Києво-Московської та Спаською вулицями. Будівля дитячого притулку залишилося неушкодженим тільки завдяки саду, який його оточував. Будинок, подарований Федором Терещенком для відкриття «Будинку для убогих і престарілих», згорів вщент.
Він був застрахований на суму 2 500 рублів. На суму 2 280 рублів, отриману від страховиків будинок, що коштував близько 10 тисяч рублів відбудувати заново було не реально. Тому, у вересні 1875 року Федір Терещенко пожертвував на будівництво нової будівлі для влаштування Притулку для убогих і престарілих 5 000 рублів.

### Друге зведення та урочисте відкриття
До літа 1877 року на ці кошти звели новий кам'яний триповерховий (з урахуванням підвального поверху) будинок з коридорами. Його вартість становила близько 12-15 тисяч рублів. Решту коштів внесли Федір та Нікола Терещенки. За час будівництва плани Терещенків на призначення цього будинку знову змінилися. У червні 1877 року вони, як піклувальники Дитячого притулку, повідомили Імператорське Людиноблагодійне Товариство, у володінні якого формально перебував новоспоруджений будинок, про заснування в цьому приміщенні приватної лікарні для безкоштовного лікування найбідніших глухівських жителів.
До січня 1878 року зведення будинку для лікарні було повністю завершено. Кінцева вартість будинку склала близько 20 тисяч рублів. Оснащення лікарні Федір та Нікола Терещенки так само зробили за свій рахунок. Крім того, брати Терещенки пожертвували 100 тисяч рублів. З них 40 тисяч пішли для збільшення залогових коштів для функціонування дитячого притулку, а 60 тисяч на утримання лікарні для бідних. Крім того, у «фонді» лікарні знаходилися ще 2 тисячі рублів, пожертвуваних їх матір'ю Єфросинією Григорівною. До грудня 1878 року було складено проєкт статуту лікарні з назвою «Лікарня Святої Єфросинії» на честь патрона матері жертводавців. Лише незадовго до відкриття лікарні у 1879 році було вирішене питання про залишення богадільні в Глухові.
Лікарня створювалася з метою «піклування та полегшення страждань незаможних невиліковних і лікування хворих» міста Глухова та Глухівського повіту. У закладі було відкрито чотири відділення: невиліковно хворих; тимчасово хворих, прийнятих в лікарню до лікування хвороби; хворих дітей Притулку Терещенко та надання консультацій (поліклінічне відділення з кабінетом лікаря). Спочатку функціонувало 20 штатний ліжок, призначених для безкоштовного користування бідними, з яких у відділенні тимчасово-хворих 12. Ще 5 ліжок знаходилися у відділенні хворих дітей Притулку Терещенко. Хворі, прийняті на штатні ліжка, у всіх відділеннях лікарні, харчувалися (згідно призначень лікаря) безкоштовно. Їх забезпечували одягом і взуттям, білизною та ліками.
29 червня 1879 року, у день Святих Апостолів Петра і Павла, відбулося урочисте освячення будівлі та відкриття лікарні. Керував діяльністю лікарні особливий комітет, до якого входили Попечитель, Голова, а також п'яти членів (включаючи лікаря лікарні), що переобираються кожні три роки. Всі вони перебували на державній службі. У закладі працювали лікарі-консультанти та фельдшер. Звання Попечителя лікарні надавалося довічно. Спочатку ним був статський радник Нікола, потім Федір, згодом старший син Ніколи — Іван, після того — другий син Олександр та інші члени роду Миколи та Федора Терещенків. До складу першого особливого комітету увійшли: колезькі радники Федір і Семен Терещенки, титулярний радник Петро Бек, колезький асесор Микола Льонов, відставний корнет, кандидат права Іван Терещенко та лікар Микола Липинський. Також у лікарні існував інститут із шести дам-благодійниць. Це — дві дружини дійсних статських радників Олександра Неплюєва та Пелагея Терещенко, дружина колезького радника Олімпіада Терещенко, дружина колезького секретаря Варвара Ханенко, дружина титулярного радника Катерина Бек та дружина колезького асесора Віра Льонова. Безпосереднє спостереження і керування лікарнею від дня заснування було покладено на співробітника комітету Петра Бека. Першим лікарем з часу відкриття у лікарні працював Микола Липинський. Однак, у 1881 році, через хворобу Миколу Карловича звільнили від служби. На його місце призначили Митрофана Філоненка-Бородича. Крім того, в лікарні працювали: фельдшер, доглядач, письмознавець і чотири лікаря-консультанта. Останні працювали безоплатно. Першими лікарями-консультантами були колезькі радники Гнат Неводничанський та Генріх Піль, лєкар Яків Тарасов (нар 1854) і надвірний радник Микола Хоменко (пом 1881).

### Початок діяльності лікарні
За 1881 рік в лікарні Святої Єфросинії пролікувався 351 хворий, з них: 319 видужали, 24 померло, 22 продовжувало лікування. Із загальної кількості хворих 76,9 % отримували терапевтичне і 23,1 % хірургічне лікування. За рік було проведено 12 операцій (5 — видалень ракових утворень, 2 — розрізів та по 1 — ампутацій, видалення гриж та видалення каміння, а також екзартикуляція). Наприкінці вересня 1881 року в Глухові почала лютувати дифтерія. Багато дітей з Притулку під час занять у зразковому училище, заразилися. Спочатку захворіло кілька хлопчиків і дівчаток легкими формами дифтериту, а потім 8 хлопчиків і 8 дівчаток більш важкими формами. Для припинення хвороби хлопчики були відправлені до лікарні Святої Єфросинії, а дівчатка — до спеціально облаштованого дифтерійного відділення при лікарні. Дітей в притулку ізолювали. Їх оглядали щодня лікар притулку Гнат Неводничанський, лікар лікарні Святої Єфросинії Митрофан Філоненко-Бородич (нар. 1852) і консультант лікарні Генріх Піль. Для всіх здорових дітей Притулку були приписані щоденне полоскання горла і строгий карантин. Завдяки енергійної діяльності медичного персоналу до кінця жовтня 1881 року епідемія майже вщухла і обмежилося тим, що з серйозно хворих помер один хлопчик та троє дівчаток. Щодня, з 10 до 12 години дня, у лікарні відбувалося поліклінічне приймання хворих. За 1881 році їх число склало 3552, серед них було 3050 терапевтичних, 445 хірургічних та 57 сифілістичних випадків. За рахунок лікарні в 1881 році було видано 192 безкоштовних ліків. В той же час, у 217 випадках у видачі безоплатних ліків було відмовлено. На функціонування лікарні у 1881 році було витрачено понад 7 тисяч рублів. З них, 3000 рублів склали відсотки, отримані з канцелярії Ради Імператорського Людиноблагодійного Товариства (5 % щорічного доходу від 60 тисяч рублів капіталу, пожертвуваного засновниками). Ще 3700 рублів були надані засновниками лікарні Ніколою та Федором Терещенкам на покриття витрат лікарні. Крім того, 320 рублів надійшли від співробітників попечителя і дам-благодійниць та 8 рублів 47 коп. кухольного збору. У 1882 році статський радник Нікола та колезькі радники Федір і Семен Артемович Терещенко намагалися віднайти нові джерела функціонування лікарні. Якраз в цей час, торговим домом братів Терещенків було відкрито два нових цукрозаводи у містечку Воронежі Глухівського повіту Чернігівської губернії (нині Шосткинського району Сумщини) та поблизу міста Тули. Згідно з Статутом заснованого ними «Товариства цукрових і рафінадних заводів братів Терещенків» (у 1882 році його мало затвердити міністерства фінансів Російської імперії) 2 % річного чистого доходу Товариства мало йти на утримання Глухівської Лікарні Святої Єфросинії. Тому, завдяки цим відрахуванням недоторканний капітал лікарні з 60 тисяч рублів, що були на момент її відкриття, до 1887 році збільшився на 19 450 рублів.

### Прибудова нового приміщення
До 1887 року до існуючого будинку на кошти засновників Ніколи та Федора Терещенка прибудували нові приміщення для більш зручного розміщення хворих. Вартість цієї прибудови склала не менше 20 тисяч рублів. Завдяки розширенню площі лікарні кожне відділення мало окремі палати (окрема для жінок та для чоловіків). Також у поліклінічному відділенні була облаштована окрема приймальня з лікарським кабінетом. Число ліжок, призначених для безкоштовного лікування бідних хворих зросло до 25. До лікарні Святої Єфросинії щодня хворі йшли десятками. А лікарю Філоненку-Бородичу доводилося щодня по кілька годин приймати по 40-50 пацієнтів. За зразкову відданість своїй справі на початку 1889 року йому начальник Чернігівської губернії оголосив подяку.
Якщо у перший рік існування лікарні було прийнято 1135 амбулаторних хворих, то у 1887 року їх число зросло до 8218 пацієнтів на рік. По-перше, бідні хворі, які приходили за порадою до лікаря, могли відразу отримати безкоштовні ліки. По-друге, в певні дні та у випадках екстреної необхідності в лікарню запрошувалися й інших лікарів міста, тому хворі могли безкоштовно отримати поради цілого консиліуму лікарів. Крім того, в лікарні Святої Єфросинії були на той час всі необхідні умови для лікування хворих. Щороку з 1 липня по 1 серпня лікарня закривалася для проведення дезінфекції та ремонту будівель. Тому, утримання лікарні у всіх аспектах було зразковим. При цьому щорічний дефіцит бюджету лікарні складав 3-4,5 тисячі рублів. Не дивлячись на це, діяльність лікарні не тільки не скорочувалася, а й збільшувалася, що можна наочно простежити у наведеній нижче таблиці.
| Роки                                                                                     | 1880                      | 1881               | 1882               | 1883               | 1884               | 1885               | 1886               |
| На 1 січня хворих залишилося Знову поступило Перехворіли Померли Хворих, що прийшли були | Всього було 284 чол. 2738 | 14 351 319 24 3552 | 22 292 275 21 5436 | 18 363 347 13 6752 | 21 491 474 14 8431 | 24 406 387 17 8017 | 26 381 363 19 8218 |
| Утримання лікарні, рублі                                                                 | 6392                      | 7092               | 6880               | 7254               | 7146               | 6322               | 6535.              |

### Розширення діяльності
У травні 1889 року на допомогу наявному лікарю лікарні Святої Єфросинії було введено посаду ще одного штатного «лікаря з правами державної служби (з віднесенням до VIII класу)». На посаді молодшого лікаря почав працювати Володимир Беловський, який закінчив у 1887 році Московський університет. Йому було призначено заробітна плата 600 рублів на рік. З літа 1889 року в лікарні вели прийом уже два лікаря і користувалися незмінною популярністю. Втім, Беловський пропрацював у лікарні недовго. У жовтні 1894 року на місце, що звільнилося, був запрошений лікар Аполлон Мокрицький, який у 1889 році закінчив Університет Святого Володимира.
У 1895 році особливий комітет лікарні Святої Єфросинії в Глухові складався з таких осіб: Попечителя Лікарні — дійсного статського радника Ніколи Терещенка та його співробітників: статського радника Петра Бека, відставного корнета, кандидата прав Івана Терещенка, випускника Колегії Павла Галагана в Києві Андрія Лютого, відставного корнета гвардії Олександра Терещенко, двох лікарів: статського радника Митрофана Філоненка-Бородича і докторанта Аполлона Мокрицького, а також двох лікарів-консультантів: колезького радника Генріха Піля і лєкаря Якова Тарасова. Дам-благодійниць з грошовими внесками було чотири: дружини дійсних статських радників Пелагея Терещенко, Олімпіади Терещенко та Надія Терещенко і дружина колезького секретаря Варвара Ханенко. Крім того, було ще вісім дам-благодійниць, що працювали у лікарні: дружина співробітника Попечителя лікарні Марія Люта, дружина лікаря Марія Філоненко-Бородич, дружина земського керівника Надія Семенівна Мальченко, дружина надвірного радника Софія Малиношевська, дружина купця Олександра Белашова, доньки колезького радника Євгенія і Олена Щербань, а також дружина колезького радника Пелагея Вікторівна Снєжко. Крім того, при лікарні працювали фельдшером Володимир Марченко (залишався на цій посаді до 1917 року), сестра милосердя Лідія Підвисоцька, доглядачка Віра Семенівна Булгакова та діловод Федір Янов.
Бюджет лікарні у 1895 року складався, перш за все, з відсотків (7550 рублів 90 коп.) від капіталів, що вкладалися в процентних паперах. До них відносилися 4 % Державної ренти 156 575 руб. 20 коп., 4,5 % облігацій внутрішньої позики 28 500 руб. і три квитка Державного Казначейства на 150 рублів. Крім цього, надходили щорічні внески від працівників попечителя 180 рублів і щорічні пожертвування у сумі 200 рублів дійсного статського радника Ніколи Терещенка і відставного корнета Івана Терещенка на роздачу ліків для бідних хворих.
За відмінно-старанну службу і особливі праці молодший лікар лікарні Аполлон Мокрицький 14 квітня 1902 року був нагороджений орденом Святого Станіслава 3 ступеня. 1902 року в лікарні почалася низка змін. У вересні 1902 року помер беззмінний співробітник Попечителя лікарні Петро Бек. На його місце спочатку був призначений директор Глухівської гімназії Михайло Лазаренко, а потім його змінив Порфирій Мальченко, який так і залишався на цій посаді до 1917 року.

### Втрата першості та початок запустіння
У січні 1903 року помер Піклувальник лікарні Нікола Терещенко, а відразу слідом за ним ще один співробітник Попечителя — Іван Терещенко. Функції Попечителя лікарні взяв на себе Олександр Терещенко. 22 червня 1906 року помер другий лікар лікарні Святої Єфросинії колезький ассесор Аполлон Мокрицький. На його місце запросили лікаря-хірурга з Києва, що мав учений ступінь доктора наук Йосипа Кадигроба, який закінчив Університет у 1893 році. У серпні 1906 року співробітником піклувальника підвідомчої імператорському людинолюбному товариству лікарні було обрано голову Глухівської повітової земської управи Володимира Аммосова.
Через 5 років нові втрати спіткали лікарню — в 1911 році помер її Піклувальник Олександр Терещенко. Новим Попечителем став Михайло Терещенко. У 1912 році помер лікар, що віддав лікарні понад три десятиліття — Митрофан Філоненко-Бородич. Його місце зайняв другий лікар Йосип Кадигроб, а його посада так і залишилася вакантною.
Всі ці зміни, в більшості своїй, негативно вплинули на роботу лікарні Святої Єфросинії. Вона в 1910-х роках була добре обладнана, мала досвідченого і вельми талановитого лікаря, але працювала тільки 9 місяців в році, а число ліжок в ній зменшилося до 20 одиниць. Для глухівчан та жителів повіту тепер важливішою стала Глухівська земська лікарня. З початком Першої світової війни Глухів став центром навчання ополченських дружин, які надсилалися з віддалених губерній. У місті лікувалися офіцери та солдати та розквартирувалися війська. Глухів став пересильним пунктом біженців, які йшли гужовими дорогами Чернігівської губернії далі в центральні губернії Росії. Холерні та інші масові захворювання прибували до міста разом з напливом біженців. Для розміщення хворих не вистачало приміщень та дезінфікуючих засобів.
Лікарні були переповнені, медичний персонал працював на знос. Так ситуація погіршувалася до осені 1917 року. У 1917 році в Лікарні Святої Єфросинії працювали лікар, фельдшер, сестри милосердя, доглядачка, діловод, старший санітар, молодший санітар, двірник, кухарки, старша доглядальниця, дві молодші доглядальниці та дві прачки. Весь персонал отримував скромну платню, яке від початку Першої світової війни і постійного зростання цін жодного разу не піднімалася. У 1918 році замість Йосипа Кадигроба лікарем призначено Дмитра Шигоріна. До цього він викладав гігієну в Глухівській жіночій гімназії. Сама ж лікарня Святої Єфросинії з цього року була перейменована на Глухівську міську лікарню.

## Поліклініка
Після проголошення радянської влади та до початку радянсько-німецької війни у цьому приміщенні розташовувалася допоміжна частина центральної поліклініки Глухівської районної лікарні. Основний корпус поліклініки розташовувався в приміщенні колишнього дитячого притулку Миколи Терещенка (з 1960-х років - центральний корпус Глухівської загальноосвітньої школи № 3). 
Під час німецько-радянської війни тут розміщувався один із трьох евакуаційних госпіталів. Наприкінці 1940-х років пожежа, що почалася з підвалу, знищила західне крило будинку лікарні. Від нього залишилися лише стіни. З початку 1950-х і до 1961 року цю будівлю відбудували, при цьому повністю позбавивши її первинного архітектурного декору. Під час будівництва нового корпусу центральної поліклініки було зруйновано східну частину із парадним входом.
Добудова 2-поверхового поліклінічного відділення тривала протягом 1972-1979 рр. Планувалось у напівпідвальному приміщенні водо- та грязелікарню, фізіотерапевтичні кабінети. Паралельно тривала капітальна реконструкція старого приміщення поліклініки. Замість 28 кабінетів – стало 60 (додатково 38, в т. ч. сім терапевтичних, хірургічний блок з трьох кімнат), де працювало 159 медичних працівників. Здано в експлуатацію в березні 1979 року.
У 2011 році було проведено реставраційно-ремонтні роботи приміщення вартістю 7,7 млн. грн.

## Опис
Мурований триповерховий будинок. Композиція споруди прямокутна, симетрична. Внутрішнє розпланування коридорне з двобічним розташуванням кімнат.
Об'єкт має історичну цінність як пам'ятка, пов'язана з доброчинною діяльністю видатних українських меценатів Терещенків, і є зразком історичної забудови другої половини ХІХ ст.

## У культурі
На фоні будинку  влітку 2013 року проходило фільмування телесеріалу «Поки станиця спить».